# Renzo Finelli
Renzo Finelli (Anzola dell'Emilia, 24 agosto 1945) è un ex mezzofondista e allenatore di atletica leggera italiano.
Partecipò ai XIX Giochi olimpici a Città del Messico nella specialità dei 1500 metri piani, concludendo al 6º posto, e nella stessa specialità vinse la medaglia d'oro ai V Giochi del Mediterraneo del 1967 a Tunisi.

## Palmarès
| Anno | Manifestazione          | Sede              | Evento     | Risultato | Prestazione | Note |
| ---- | ----------------------- | ----------------- | ---------- | --------- | ----------- | ---- |
| 1966 | Europei                 | Budapest          | 5000 metri | Batteria  | 14'10"0     |      |
| 1967 | Giochi del Mediterraneo | Tunisi            | 1500 metri | Oro       |             |      |
| 1968 | Giochi olimpici         | Città del Messico | 1500 metri | Batteria  | 3'59"51     |      |
| 1969 | Europei                 | Atene             | 1500 metri | Batteria  | 3'53"0      |      |
| 1971 | Europei                 | Helsinki          | 1500 metri | Batteria  | 3'43"9      |      |
| 1972 | Europei indoor          | Grenoble          | 3000 metri | 6º        | 8'18"74     |      |

## Campionati italiani
- 1 volta campione italiano nei 1500 metri piani
- 2 volte campione italiano nei 5000 metri piani

1966
- Oro ai campionati italiani di atletica leggera, 5000 metri piani - 14'16"2

1969
- Oro ai campionati italiani di atletica leggera, 5000 metri piani - 14'17"8
- 4º ai campionati italiani di corsa campestre - 49'03"

1971
- Oro ai campionati italiani di atletica leggera, 1500 metri piani - 3'49"9
- 5º ai campionati italiani di corsa campestre - 18'20"

1972
- Argento ai campionati italiani assoluti indoor, 3000 m piani - 8'03"6

## Altre competizioni internazionali
1969
- 4º al Campaccio ( San Giorgio su Legnano) - 42'09"